# Proctacanthella
Proctacanthella is een vliegengeslacht uit de familie van de roofvliegen (Asilidae).

## Soorten
- P. cacopiloga (Hine, 1909)
- P. cacopilogus (Hine, 1909)
- P. exquisita (Osten-Sacken, 1887)
- P. leucopogon (Williston, 1893)
- P. robusta Bromley, 1951
- P. taina Scarbrough & Perez-Gelabert, 2006
- P. tolandi Wilcox, 1965
- P. wilcoxi Bromley, 1935